# Arash AF-10
La Arash AF-10 è un'autovettura sportiva presentata dalla Arash Cars una prima volta nel 2010 e una seconda nel 2016.

## Tecnica
Per la prima versione del modello, la casa dichiarava che la vettura era equipaggiata con un propulsore in posizione centrale LS7 V8 7.0 di derivazione Chevrolet Corvette Z06, gestito da un cambio manuale Graziano GT-ME1 a 6 marce e che poteva erogare una potenza compresa tra i 550 e i 1200 CV in base al settaggio selezionato. La velocità massima dichiarata era di 330 km/h. La carrozzeria e il telaio a vasca erano realizzati in carbonio per contenere al massimo il peso complessivo. L'ala sul muso si occupa della ripartizione dei flussi per ottenere un buon carico deportante sui due assi della vettura. Le portiere sono in configurazione ad ala di gabbiano. L'impianto frenante è costituito da freni a disco carboceramici ventilati.
La vettura è stata ripresentata nuovamente al salone dell'automobile di Ginevra del 2016 provvista in questo caso di una motorizzazione ibrida; al motore termico sono stati abbinati 4 motori elettrici e ne è stata dichiarata una potenza superiore ai 2.000 CV.